# Diego Padrón Sánchez
Diego Rafael Padrón Sánchez (Montalbán, 17 de mayo de 1939) es un eclesiástico católico venezolano, párroco de la Inmaculada de Camoruco desde 2018. Fue arzobispo de Cumaná, de 2002 a 2018. También fue presidente de la Conferencia Episcopal Venezolana.

## Biografía
Nació el 17 de mayo de 1939, en la ciudad venezolana de Montalbán, en el estado Carabobo.
Realizó su formación secundaria en el Seminario Menor de Valencia. Cursó los estudios eclesiásticos en el Seminario Mayor Interdiocesano de Caracas, donde obtuvo el bachillerato en Filosofía y Letras. Realizó estudios de Dinámicas de Grupos y Pastoral juvenil en la Central de Juventudes en Bogotá (Colombia).
Tras realizar estudios en la Pontificia Universidad Gregoriana, obtuvo la licenciatura en Teología bíblica. Obtuvo un diplomado en Ciencias Bíblico Orientales en el Instituto «Franciscanum» de Jerusalén (Israel). En el Instituto Profesional de Magisterio de Caracas, obtuvo el título de Profesor, con mención en castellano, literatura y latín.

### Sacerdocio
Su ordenación sacerdotal fue el 4 de agosto de 1963, en la Iglesia Inmaculada Concepción de Montalbán; a manos del obispo José Alí Lebrún Moratinos; incardinándose en la entonces diócesis de Valencia.
Como sacerdote desempeñó los siguientes ministerios:
- Profesor de Latín y de Griego bíblico, en el Seminario Mayor de Valencia y de Teología bíblica, en el Seminario Mayor Interdiocesano de Caracas (1983-1994).
- Profesor de Filosofía del Lenguaje y Filosofía de la Historia, en el Seminario Mayor de Maturín.
- Párroco en diversas parroquias de Valencia.

## Episcopado

### Obispo auxiliar de Caracas
El 4 de abril de 1990, el papa Juan Pablo II lo nombró obispo titular de Gisipa y obispo auxiliar de Caracas. Fue consagrado el 27 de mayo del mismo año, en la Catedral de Caracas, a manos del cardenal-arzobispo José Alí Lebrún Moratinos.

### Obispo de Maturín
El 7 de mayo de 1994, fue trasladado a la diócesis de Maturín. Tomó posesión canónica el 23 de julio del mismo año.
- Presidente de la Comisión Episcopal de Laicos y Juventud de la Conferencia Episcopal Venezolana (1990-1996).
- Presidente de la Comisión Episcopal de Catequesis, Pastoral Bíblica de la C.E.V. (1996-2003).

### Arzobispo de Cumaná
El 27 de marzo de 2002, el papa Juan Pablo II lo nombró arzobispo de Cumaná. Tomó posesión canónica el 25 de mayo del mismo año. El 29 de junio siguiente, en una ceremonia en la Basílica de San Pedro, recibió la imposición del palio arzobispal de manos del mismo papa. 
- Presidente del Departamento de Catequesis del CELAM y Educación Religiosa Escolar de la C.E.V.
- Profesor Invitado de Catequesis en el Instituto de teología Pastoral de América Latina (ITEPAL), Bogotá, Colombia.
- Miembro Directivo de la Federación Bíblica Internacional.
- Presidente de la Conferencia Episcopal Venezolana por dos periodos consecutivos.[3]-

En 2014, presentó su renuncia como lo establece el Código de Derecho Canónico. El 24 de mayo de 2018, el papa Francisco aceptó su renuncia, como arzobispo de Cumaná, nombrado a su sucesor al mismo tiempo.
- Párroco de la Inmaculada, en Camoruco, desde 2018.[5][6]
- Presidente de la Sociedad de Catequistas Latinoamericanos (SCALA).[7]

## Cardenalato
El 9 de julio de 2023, durante el Ángelus del papa Francisco, se hizo público que sería creado cardenal. Fue creado cardenal por el papa Francisco durante el consistorio del 30 de septiembre del mismo año, con el titulus de cardenal presbítero de San Cayetano.

## Posiciones
Durante una entrevista, expresó con convicción que la justicia y la paz en su país es posible: "Si no lo creyera, estaría perdido". No ignoró las dificultades: “El bien siempre triunfa sobre el mal. Hay mucho trabajo por hacer, enfrentamos obstáculos e incluso peligros, pero Dios siempre está por encima del mal”. Finalizó diciendo: “La bondad y la justicia, algún día, se van a encontrar”.
Sobre el Sínodo de la Sinodalidad, precisó que el hecho de haber convocado también a los laicos "es un aporte que en la historia va a significar mucho, porque va a ser un mensaje muy grande para la población, la sociedad y el mundo entero".